# Wild Cherry
Wild Cherry — американская фанк-рок-группа, образованная в 1970 году в Минго Джакшен, Огайо. За свои девять лет существования состав группы неоднократно менялся, единственным постоянным участником был Роб Парисси. В 1976 году их сингл «Play That Funky Music» достиг седьмой позиции в британском чарте UK Singles Chart и первой позиции в чарте Billboard Hot 100.

## Участники группы

### Последний состав
- Роб Парисси — вокал, гитара (1970—1979)
- Донни Айрис — гитара, вокал (1978—1979)
- Кук Михалчик — бас, вокал (1978—1979)
- Рон Бейтл — ударные, перкуссия (1975—1979)
- Марк Авсек — клавишные (1975—1979)

### Бывшие участники
- Бен Дифаббио — ударные, вокал (1970—1975)
- Луи Оссо — гитара, вокал (1970—1973)
- Ларри Браун — бас, вокал (1970—1973)

- Куги Стоддарт — гитара, вокал (1973—1975, 1977-78)
- Джо Бухмелтер — бас (1973)
- Баки Ласк — бас (1973—1975)
- Аллен Венц — бас, синтезатор, вокал (1975—1978)
- Брайан Бассетт — гитара (1975—1978)

## Дискография

### Студийные альбомы
- 1976 — Wild Cherry
- 1977 — Electrified Funk
- 1978 — I Love My Music
- 1979 — Only the Wild Survive

### Сборники
- 2000 — Play the Funk
- 2002 — Super Hits

### Синглы
- 1970 — «You Can Be High (But Lay Low)» / «Tomorrow Morning»
- 1971 — «Something Special on Your Mind» / «You Took the Sun Away»
- 1972 — «Get Down» / «I Wrote This Song for You»
- 1973 — «Get Down» / «Livin' & Lovin»; «Show Me Your Badge / Bring Back the Fire»
- 1975 — «Voodoo Doll» / «Because Your Love Is Mine»
- 1976 — «I Feel Sanctified»; «Play That Funky Music»
- 1977 — «Baby Don’t You Know»; «Hot to Trot»; «Hold On (With Strings)»
- 1978 — «123 Kind of Love»; «I Love My Music»; «This Old Heart of Mine»

- 1979 — «Try a Piece of My Love»